# The Sims: Superstar
The Sims: Superstar — шестое дополнение для симулятора жизни The Sims, разработанное Maxis и изданное Electronic Arts. Оно было выпущено 13 мая 2003 года в США. Дополнение позволяет симу выбирать управляемую карьеру в сфере шоу-бизнеса, становится супер-звездой и обзаводится фанатами.
Дополнение создалось в ответ на желание игроков иметь управляемые карьеры в The Sims. Также в данном дополнении было добавлено больше всего новых объектов с уникальными взаимодействиями. После выхода Superstar, разработчики выпустили программы, позволяющие игрокам публиковать созданных персонажей или здания.
Критики в основном положительно оценили дополнение, похвалив его за оригинальность и обилие нового контента. Тем не менее они указали на наличие ошибок и зависаний в игре.

## Игровой процесс
Дополнение вводит для симов возможность становится звёздами шоу-бизнеса. Это первое дополнение, которое вводит управляемую карьеру для симов. Для этого симу надо отправиться в район под названием Studio Town. Район имеет много сходств с «центром города» в The Sims: Hot Date и представляет собой общественный центр, где управляемый игроком сим может общаться с другими симами, совершать покупки, тем не менее игрок может перестраивать здания там на своё усмотрение. Сим может тут работать, зарабатывая много денег и завоёвывая славу. Дополнение предлагает три управляемые карьеры; рок-звезда, киноактёр и модель. Дополнение предлагает множество предметов геймплея, таких, как спа-салон, массажный стол грязевая ванная, звёздный трейлер, прыжки с парашютом, взлётно-посадочная площадка, подиум, караоке-машина, стенд для записи музыки, площадка для фотосессии и множество других объектов, позволяющих воссоздать студийную среду по выбору игрока. В Studio Town также есть такие NPC, как кинорежиссёр, модельер, фотограф и продюсер. Если управляемый сим заинтересует их своим исполнением и будет выполнять их поручения, то он достигнет успеха в своей карьере. После приобретения достаточной известности, у сима появятся фанаты. Симу необходимо поддерживать здоровые отношения с фанатами и следить за своим рейтингом славы, он может периодически выступать на мероприятиях, знакомится с другими звёздами. Если сим редко посещает Studio Town, то её рейтинг славы наоборот будет падать от него может отказаться собственный агент.

## Создание
Команда разработчиков пришла к идее создать дополнение, посвящённое управляемой работе, заметив, что многие игроки желали наблюдать за процессом работы сима, а необходимость игрока наблюдать за пустым экраном, пока сим работает и фантазировать о том что он может делать, выступало одним из главных зол в The Sims. При периодическом выпуске дополнений, расширение, посвящённое карьерам было вопросом времени. Тематика Superstar была явно ориентирована на несовершеннолетних девочек.
Разработчики заметили, что вместе с данным дополнением добавили больше всего новых объектов с уникальными взаимодействиями, чем когда либо ранее. Помимо этого, в дополнение были решено добавить камео реальных звёзд, таких, как Кристина Агилера, Энди Уорхол, Ричи Самбора, Джон Бон Джови, Сара Маклахан, Аврил Лавин, Мэрилин Монро, Дженнифер Лопес и Фредди Принц. Актёр-комедиант Дрю Кэри был первым, кто начал сотрудничать с командой разработчиков. Актёр не скрывал свою увлечённость игрой The Sims, разработчики также помогли ему в написании сценария для эпизода Шоу Дрю Кэри, посвящённого симулятору жизни. Тем не менее сотрудничество с другой звездой — Аврил Лавин, вызвало ряд споров, так как её команда выдвигала множество условий и ограничений, в частности её виртуальная версия должна была вести себя иначе, чем типичные неигровые симы, в итоге разработчикам приходилось тратить множество времени на прописание особых скриптов для персонажа, также с камео Аврил нельзя было завязывать романтические отношения.

## Выпуск
Официальный анонс дополнения состоялся 13 февраля 2003 года. 24 апреля был показан первый трейлер дополнения.
1 мая 2003 года стало известно, что дополнение ушло в печать. В апреле Electronic Arts организовала встречу звёзд с фанатами The Sims, которые должны были появится в дополнении в качестве камео. 22 мая с участием компании Merry Maids был снят рекламный ролик для телевидения, где по сюжету горничная находит парик и входит в раж суперзвезды.
Выпуск дополнения состоялся 12 мая в Бразилии, 13 мая в США, 15 мая в Испании, 22 мая во Франции и Финляндии, 23 мая в Великобритании и Германии, 27 мая в Польше, 1 июня в Дании, 5 июня в Японии, 13 июня в Южной Корее и 13 октября в России. Также 1 ноября игра вышла в США для операционной системы Mac OS.
По данным на май и июнь 2003 года, The Sims: Superstar возглавила список самых продаваемых компьютерных игр для ПК. В декабре 2003 года, дополнение занимало 6 место в чартах.
В июне 2003 года разработчики выпустили программу Make-A-Celebrity Tool, где пользователи могли создать собственного персонажа и публиковать его в галерее на официальном сайте, а также скачивать персонажей, созданных другими пользователями. Также разработчики ввели возможность публиковать в галерее участки, построенных в Studio Town и скачивать участки других игроков.

## Музыка
K дополнению был выпущен саундтрек The Sims: Superstar в 2003 году и включает в себя лирику Эшли Адамс, Билла Кэмерона и Энни Стокинг.
| №                   | Название             | Автор(ы)                                           | Длительность |
| ------------------- | -------------------- | -------------------------------------------------- | ------------ |
| 1.                  | «Superstar Theme»    | Джерри Мартин                                      | 3:44         |
| 2.                  | «Thonsivee (микс)»   | Ли'л Оскар                                         | 3:03         |
| 3.                  | «Stambadoo»          | The New Stambadoo Mountain Ramblers                | 3:12         |
| 4.                  | «Casting Call»       | Джерри Мартин                                      | 5:02         |
| 5.                  | «Glabe Glarn (микс)» | 4Ever-N-Ever                                       | 2:44         |
| 6.                  | «Braffee Glasch»     |                                                    | 0:08         |
| 7.                  | «Botox Forever»      | Братья Хамбл                                       | 4:30         |
| 8.                  | «Frettesche (микс)»  | Morning Glory                                      | 2:53         |
| 9.                  | «Glabe Glarn»        | Bolpa & Funkhauser                                 | 2:40         |
| 10.                 | «The Spa Treatment»  | Джерри Мартин                                      | 4:59         |
| 11.                 | «Mourning Glory»     | Frettesche                                         | 3:29         |
| 12.                 | «8x10 Glossy»        |                                                    | 3:51         |
| 13.                 | «Chedaboo (микс)»    | Billy DeLiteful And The Diablo Valley Jazz Machine | 3:03         |
| 14.                 | «Backstage Pass»     | Джерри Мартин                                      | 5:16         |
| Общая длительность: | Общая длительность:  | Общая длительность:                                | 48:33        |

## Восприятие
| Сводный рейтинг    | Сводный рейтинг |
| Агрегатор          | Оценка          |
| ------------------ | --------------- |
| GameRankings       | 76,76 %         |
| Metacritic         | 78 %            |
| Иноязычные издания |                 |
| Издание            | Оценка          |
| GameSpot           | 8 из 10         |
| GameSpy            | 80 из 100       |
| IGN                | 8,3 из 10       |
| CDAction           | 7+/10           |

Дополнение получило преимущественно смешанные и положительные оценки, средние баллы по версии агрегаторов Game Rankings и Metacritic составляют 78 % и 76,76 %.
Часть критиков оставили восторженные отзывы, например редакция GameNow назвала одержимых фанатов, появляющихся в случае, если сим-звезда не уделяет достаточного внимания своим поклонникам главной особенностью расширения. Критик Armchairempire назвала Superstar лучшим из всех раннее выпущенных дополнений к The Sims, заметив также, что колоссальный успех темы доказывался фактом того, что продажи дополнения значительно превысили чарты очередного сингла 50 Cent. Рецензентка указала на то, как дополнение радикально меняет формулу игрового процесса The Sims, вынуждая управляемого сима покинуть родную зону комфорта и изнурительно добиваться поставленной цели, славы и формировать новые связи.
Критик Gamerstemple дал положительный отзыв о дополнении, заметив, что карьера о развлечениях является долгожданным дополнением к The Sims. Критик заметил, что продвижение по карьерной лестнице выглядит реалистично «Перед тем, как персонаж начнёт приносить баснословные деньги домой, он сначала должен перебиваться в разных заведениях, чтобы добывать деньги хотя бы на пропитание». Рецензент также оценил большое количество новых объектов, которые скрасят игру. Среди недостатков критик указал на отсутствие расширения базового геймплея и работы над графикой. Карлу Харкер назвал Superstar лучшем выпущенным дополнением по состоянию на начало 2003 года. Оно добавляет множество увлекательного геймплея и новые объекты взаимодействия. «Даже тем игрокам, которым надоела игра и они уже с нетерпением ждут The Sims 2, Superstar сможет снова подарить увлекательный опыт игры и подарить множество причин исследовать карьеру суперзвезды». Тем не менее критик заметил, что дополнение выступает причиной сильных зависаний в игре.
Сдержанный отзыв оставил Том Брэмвелл из Eurogamer, заметив, что хотя задумка дополнения и интересная, оно по прежнему никак не решает главных проблем базовой игры, скорее напоминая забавный сборник разных расширений и анимаций. А чтобы развиваться, игроку придётся снова и снова повторять однообразные действия и совмещать их постоянно с необходимостью удовлетворять базовые потребности сим, что в итоге будет приводить к казусным ситуациям, когда симы во время работы могут ходит под себя или засыпать на полу. Критик также счёл, что у разработчиков начался кризис идей после выхода шести дополнений.